# Am Ufer des Flusses
Am Ufer des Flusses (Originaltitel: Vale Abraão) ist ein portugiesisch-französisch-schweizerischer Film des Regisseurs Manoel de Oliveira aus dem Jahr 1993. Es ist eine Literaturverfilmung des 1991 erschienenen Romans Vale Abraão der portugiesischen Schriftstellerin Agustina Bessa-Luís.

## Handlung
Ema ist eine Frau von bezaubernder Schönheit. Sie heiratet leidenschaftslos den älteren, wohlhabenden Arzt Carlos und tritt durch ihn in eine Welt des Reichtums und des Luxus ein. Die Männer begehren sie, doch weder ihre Ehe noch ihre Liebschaften können sie vor ihren enttäuschten Illusionen und ihrer zunehmenden Einsamkeit retten.

## Rezeption
Die Cahiers du cinéma bezeichneten den in Frankreich als Val Abraham erschienenen Film als einen der schönsten der Welt. Erneut verfilmte Oliveira hier einen Roman von Agustina Bessa-Luís. Ihr Vale Abraão von 1991 wurde von Flauberts Roman Madame Bovary inspiriert, auf den auch der Film gelegentlich Bezug nimmt.
Filmkritiker Dennis Schwartz urteilt, „Oliveira präsentiert eine eindringliche Darstellung privilegierten Lebens […] in einer unangenehmen Haltung gegenüber den Bourgeois und ihrer todesähnlichen Existenz“. Der Regisseur sorge und kümmere sich um seine „fehlerhafte Heldin“ und „stattete sie mit einer Intelligenz aus, die sie wissen läßt, dass sie es irgendwie vermasselt hat“. „Es ist ein wunderbar stilvoller Film, der in Ton und Konzeption auf rätselhafte Weise sowohl modern als auch 19. Jahrhundert ist.“
Oliveira versammelte hier seine bevorzugten Schauspieler (v. a. Leonor Silveira, Diogo Dória und Luís Miguel Cintra) und verfilmte einen Roman seiner bevorzugten Schriftstellerin, der in der ihm vertrauten Umgebung des Douro spielt, der Fluss, der schon Thema seines ersten Filmes 1931 war. Bei der Premiere, am 20. Mai 1993 bei den Internationalen Filmfestspielen von Cannes, erhielt der Film zehn Minuten lang Applaus.
Das Lexikon des internationalen Films beschreibt den Film als eine „durch ihre inszenatorische Geschlossenheit überzeugende, epische Literaturverfilmung, die die Trennung von Seele und Körper als Ursprung des Lebensschmerzes reflektiert und in eine religiöse Dimension hebt.“ Zudem sei er als „hervorragend inszenierte[r] und gespielte[r] Film eine Auseinandersetzung mit der traditionsverhafteten Oberschicht Portugals“.
Der Film gewann verschiedene Preise, u. a. beim Tokyo International Film Festival und dem Internationalen Filmfestival von São Paulo.
„Am Ufer des Flusses“ war der portugiesische Kandidat für den besten fremdsprachigen Film zur Oscarverleihung 1994, gelangte bei der folgenden 66. Oscarverleihung jedoch nicht zur Nominierung.
30 Jahre nach der Uraufführung des Films zierte ein Szenenbild mit Hauptdarstellerin Leonor Silveira das offizielle Plakat der Nebensektion Quinzaine des cinéastes des Filmfestivals von Cannes 2023.